# Argon-38
Argon-38 of 38Ar is een stabiele isotoop van argon, een edelgas. Het is een van de drie stabiele isotopen van het element, naast argon-36 en argon-40. De abundantie van argon-38 op Aarde bedraagt 0,0632%.
Argon-38 ontstaat onder meer bij het radioactief verval van chloor-38 en kalium-38.
30Ar · 31Ar · 32Ar · 32mAr · 33Ar · 34Ar · 35Ar · 36Ar · 37Ar · 38Ar · 39Ar · 40Ar · 41Ar · 42Ar · 43Ar · 44Ar · 45Ar · 46Ar · 47Ar · 48Ar · 49Ar · 50Ar · 51Ar · 52Ar · 53Ar